# Гай Папирий Красс
Гай Папирий Красс (лат. Gaius Papirius Crassus) — римский политический деятель начала IV века до н. э.
Красс происходил из знатного рода Папириев. Его отец неизвестен. В 384 году до н. э. Красс был назначен военным трибуном с консульской властью. Это единственная известная занимаемая им должность.